# Photoscotosia isosticta
Photoscotosia isosticta là một loài bướm đêm trong họ Geometridae.